# Diêu Sùng
Diêu Sùng (chữ Hán: 姚崇, bính âm: Yao Chong, 650 - 28 tháng 9 năm 721), hay Diêu Nguyên Chi (姚元之), Diêu Nguyên Sùng, tên tự là Nguyên Chi (元之), gọi theo thụy hiệu là Lương Văn Hiến công (梁文献公), là tể tướng dưới thời nhà Đường trong lịch sử Trung Quốc. Ông bắt đầu phục vụ triều đình từ đời Võ Tắc Thiên và trải qua các đời vua là Đường Trung Tông, Đường Thương Đế, Đường Duệ Tông và Đường Minh Hoàng. Sau khi Minh Hoàng đăng cơ, Diêu Sùng trở thành tể tướng nắm giữ nhiều quyền lực nhất trong triều và là một trong những nhân tài giúp Minh Hoàng làm nên Khai Nguyên thịnh thế. Ông từ chức tể tướng vào năm 716 và vẫn giữ được ảnh hưởng lớn đến triều đình cho đến khi qua đời vào năm 721.

## Thân thế và thời trẻ
Nguyên quán của Diêu Nguyên Sùng ở vùng Thiểm châu. Phụ thân của ông là Diêu Thiện Ý, dưới thời Đường Thái Tông được phong làm U châu đại đô đốc, thụy là Văn Hiến. Diêu Nguyên Sùng chào đời vào năm 650, tức năm Vĩnh Huy thứ nhất thời Đường Cao Tông, và Nguyên Sùng cũng là tên khai sinh của ông
Từ lúc nhỏ, Diêu Nguyên Sùng đã tỏ ra là người có khí chất thông minh và ham học hỏi. Lúc đến tuổi trưởng thành, ông phục vụ cho thái tử Lý Hoằng, con trưởng của Cao Tông. Không lâu sau được phong làm Bộc châu tư thương tham quân. Sau nữa ông được dời chức đến năm lần, cuối cùng được cử làm Hạ quan lang trung.

## Thời Võ Thái hậu
Lúc này quyền lực trong triều đình nhà Đường nằm trong tay thái hậu họ Võ. Ngay khi Cao Tông còn tại thế, Võ hậu đã lộng quyền, hãm hại hai vị thái tử, một là con ruột của mình (Lý Hoằng) và một là người con của chị mình (Lý Hiền). Sau khi Đường Cao Tông băng, Võ hậu trở thành hoàng thái hậu, sau đó phế truất cả Đường Trung Tông, đưa Đường Duệ Tông lên ngôi và lâm triều xưng chế. Đến năm 690, Võ thái hậu cướp ngôi, xưng quốc hiệu là Chu. Diêu Nguyên Sùng tiếp tục phục vụ triều đình trong những năm này.
Năm 696, khi quân Khiết Đan quấy nhiễu đất Hà Bắc, Diêu Nguyên Sùng nhận được nhiều công văn từ các thành đang giao chiến với Khiết Đan gửi đến thông báo tình hình. Diêu Nguyên Sùng giải quyết thỏa đáng, do đó được Võ thái hậu coi trọng. Sau đó thái hậu phong cho ông làm Thị lang. Cũng trong thời trị vì của Võ hậu, Diêu Nguyên Sùng vì trùng tên với Sất Lật Nguyên Sùng của Đột Quyết (người mưu chống nhà Chu) nên phải đổi tên thành Diêu Nguyên Chi.
Năm 697, sau khi Lai Tuấn Thần - người được thái hậu cử giám sát hoạt động của các đại thần và có quyền xử lý những ai có mưu đồ tạo phản, bị giết; Võ thái hậu nói với Diêu Nguyên Chi rằng bà không còn nghe thấy nhiều lời tố cáo các đại thần mưu phản như trước nữa. Diêu Nguyên Chi đáp rằng đó là vì Lai Tuấn Thần cùng Chu Hưng trước kia đã vu oan cho nhiều người vô tội, nên sau khi chúng chết rồi thì cũng sẽ không còn vụ việc mưu phản nào nữa. Thái hậu khen ngợi và ban cho ông tiền thưởng.
Năm 698, dưới sự tiến cử của Địch Nhân Kiệt, Diêu Nguyên Chi được phong làm Đồng phụng các loan thai bình chương sự, một tên gọi khác của chức tể tướng. Năm 702, Võ Thái hậu sai Tương vương Lý Đán (tức Duệ Tông) chỉ huy quân đội triều đình giao chiến với Đông Đột Quyết, Diêu Nguyên Chi cùng một số thân vương của gia tộc họ Võ được giao nhiệm vụ hỗ trợ cho Lý Đán, nhưng cuối cùng Lý Đán không ra quân.
Năm 704, Diêu Nguyên Chi lấy lý do phụng dưỡng mẹ già nên xin từ chức. Đến mùa hạ năm đó, Võ thái hậu chấp nhận thỉnh cầu, thiên ông làm Tương vương phủ trưởng sử. Hơn một tháng sau, ông lại được phong làm hạ quan thượng thư, Đồng phụng các loan thai tam phẩm. Nhưng Diêu Nguyên Chi từ chối vì cho rằng mình đang phụng sự Tương vương, nếu còn được nắm binh quyền sẽ khiến Lý Đán nghi ngờ. Do đó Thái hậu đổi phong cho ông làm Xuân quan phụ trách về lễ nghi. Trong cung, Võ thái hậu sủng ái anh em Trương Dịch Chi, Trương Xương Tông khiến Diêu Nguyên Chi không hài lòng. Vào cuối thời Chu, Trương Dịch Chi đã xây một ngôi Phật tự ở Định châu và muốn đưa 10 nhà sư từ Lạc Dương đến đó. Các nhà sư không muốn nghe theo ý định của Dịch Chi, nên nhờ Diêu Nguyên Chi tâu giúp với thái hậu. Do vậy Trương Dịch Chi oán ghét Diêu Nguyên Chi và lại gièm pha ông trước mặt thái hậu. Do đó, Diêu Nguyên Chi bị giáng xuống làm Tư bộc khanh, nhưng vẫn giữ quyền tể tướng. Không lâu sau, ông được đưa khỏi triều đình, nhận chức Linh Vũ đạo đại tổng quản để chống lại Đột Quyết. Trước khi ông đến Linh Vũ, thái hậu yêu cầu ông tiến cử một người thích hợp làm tể tướng và ông tiến cử Trương Giản Chi. Cuối cùng Trương Giản Chi được phong tướng vị.

## Thời Trung Tông
Ngày 20 tháng 2 năm 705, Trương Giản Chi và các tể tướng Hoàn Ngạn Phạm, Viên Thứ Kỉ, Kính Huy... dẫn đầu cuộc chính biến cung đình nhằm ép thái hậu thoái vị và đưa Trung Tông Lý Hiển trở lại ngôi vua. Trước đó vào đầu năm 705, Diêu Nguyên Chi cũng từ Linh Vũ về Lạc Dương và cũng tham gia vào cuộc chính biến này. Kết quả Trương Dịch Chi và Trương Xương Tông bị giết, Võ thái hậu bị ép phải thoái vị và Đường Trung Tông được lập lên ngôi. Do có công lao, Diêu Nguyên Chi được phong làm Lương huyện hầu, thực phong 200 hộ.
Sau đó Võ thái hậu được tôn làm Tắc Thiên Đại Thánh hoàng đế, dời đến cung Thượng Dương. Khi Trung Tông suất bách quan đến chúc thọ thái hậu, Diêu Nguyên Chi lại khóc lóc thảm thương. Trương Giản Chi thấy vậy hỏi lý do tại sao, ông đáp:
Tôi vốn phụng sự Tắc Thiên hoàng hậu. Trước đây tôi cùng theo các ông trừng phạt nghịch tặc (Dịch Chi và Xương Tông) là vì nghĩa. Nay hậu bị dời đi, tôi vì chủ cũ mà than khóc cũng là nghĩa vụ của thần tử. Nếu có bị kết tội thì cũng cam tâm.
Vì thế Diêu Nguyên Chi bị bọn Trương Giản Chi giáng làm Thứ sử Bạc châu. Cũng vì mối bất hòa này nên về sau khi Võ Tam Tư (cháu Võ hậu) liên kết với Vi hoàng hậu sát hại năm tể tướng (tức bọn Trương Giản Chi) thì Diêu Nguyên Chi được vô sự. Trong những năm tiếp theo, ông đã bốn lần thay chỗ ở, lần lượt được đảm nhiệm chức thứ sử ở bốn châu: Tống, Thường, Việt và Hứa.

## Thời Duệ Tông
Năm 710, sau liên tiếp những cuộc chính biến, Đường Duệ Tông được đưa lên ngôi lần thứ hai. Duệ Tông cho triệu Diêu Nguyên Chi từ Hứa châu về Trường an và phong cho ông làm Binh bộ thượng thư, Đồng Trung thư môn hạ tam phẩm, tiến phong Trung thư lệnh vào cuối năm này. Diêu Nguyên Chi lại một lần nữa đảm nhận tướng vị.
Lúc này trong triều xảy ra việc tranh chấp giữa Công chúa Thái Bình (em Duệ Tông) và thái tử Lý Long Cơ - người lập công lớn trong việc diệt trừ phe đảng họ Vi và đưa Duệ Tông lên ngôi. Công chúa Thái Bình can dự vào triều chính, muốn triệt hạ thế lực của Long Cơ nên vẫn để các thân vương trong triều nhằm tạo ra sức ép với thái tử, trong đó có hoàng tử trưởng Lý Thành Khí và Bân vương Lý Thủ Lễ (con thái tử Lý Hiền, cháu nội Cao Tông). Để chấm dứt tình trạng này, năm 711, Diêu Nguyên Chi và tể tướng khác là Tống Cảnh dâng sớ xin đưa chư vương ra ngoài các châu làm thứ sử, còn công chúa Thái Bình cùng chồng là Võ Du Kị được đưa đến Lạc Dương. Duệ Tông chấp thuận thỉnh cầu nhưng chỉ đưa công chúa sang Bộc châu. Việc này đến tai công chúa, công chúa vô cùng tức giận, bèn chửi mắng Lý Long Cơ vì cho rằng việc này do Long Cơ đứng sau. Long Cơ sợ hãi, bèn dâng sớ lên Duệ Tông xin xử tử hai vị tể tướng vì tội chia rẽ hoàng thất. Đáp lại, Duệ Tông giáng Diêu Nguyên Chi làm thứ sử Thân Châu. Trong những năm 711 - 713, lần lượt đảm nhận chức thứ sử Từ, Lộ. Sau lại được phong chức Dương châu trưởng sử. Trong thời gian đó, Diêu Nguyên Chi rất được lòng nhân dân địa phương và họ đã lập bi ghi nhận công đức của ông. Tiếp sau ông được chuyển sang làm Thứ sử Đồng châu.

## Tể tướng thời Minh Hoàng
Năm 712, Duệ Tông nhường ngôi cho Long Cơ, tức Huyền Tông Minh hoàng đế. Đến năm sau (713), phe đảng của công chúa Thái Bình hoàn toàn bị tiêu diệt, Minh Hoàng nắm được quyền hành. Cuối năm đó, Minh Hoàng ngự giá đến Thiểm Tây. Khi đến nơi, có chiếu lệnh triệu tập Diêu Sùng cùng một số thứ sử khác đến bàn việc. Khi Diêu Nguyên Chi đến thì Minh Hoàng đang chuẩn bị đi săn, nhân tiện vua hỏi ông có biết săn thú không. Diêu Nguyên Chi đáp là lúc nhỏ đã từng học. Minh Hoàng vui mừng, cùng đi săn và trò chuyện với ông. Khi kết thúc cuộc vui, Minh Hoàng tỏ ý muốn phong Diêu Nguyên Chi làm tể tướng. Ông bèn quỳ xuống tạ và đề nghị lên Minh Hoàng mười biện pháp cai trị và bảo nếu nhà vua không làm theo được thì mình không dám nhận tướng vị. Sau khi nghe xong, nhà vua nói có khả năng thi hành. Sau đó, vua phong cho Diêu Nguyên Chi làm Thượng thư bộ Binh, Đồng Trung thư môn hạ tam phẩm, tước Lương Quốc công, phong ấp trăm hộ. Về sau Minh Hoàng đổi niên hiệu là Khai Nguyên (khai sáng thịnh thế), Diêu Nguyên Chi vì chữ Nguyên kị vào niên hiệu này nên lại đổi tên thành Diêu Sùng.
Vào thời Đường Trung Tông, trong nước có nhiều thanh niên trai tráng làm tăng, do đó ảnh hưởng đến số lượng phu dịch. Diêu Sùng tấu rằng
Phật không phải tại ngoại mà là tại tâm. Hành sự lợi ích, thương sinh yên ổn chính là Phật lý. Không nên dụng gian nhân là ô uế chân giáo.
Minh Hoàng nghe theo, hạ lệnh bắt một số nhà sư còn trẻ phải hoàn tục về nhà, tổng cộng được hơn 12.000 người.
Diêu Sùng thường ở trước mặt nhà vua xin chỉ về việc bổ dụng quan lại, nhưng Minh Hoàng không trả lời. Đến ba lần đều như vậy, ông lại sợ mà lui ra. Nội giám Cao Lực Sĩ bảo rằng ý vua là muốn Diêu Sùng không phải việc gì cũng phải tấu lên xin ý kiến. Do vậy, Diêu Sùng ra sức tiến hiền, bỏ tà, khiến thiên hạ nhanh chóng thịnh trị; bản thân ông trở thành tể tướng giỏi của nhà Đường.
Cuối năm 713, Đường Minh Hoàng lần lượt cho đổi tên một số cơ quan và địa danh trong nước trong đó Trung thư tỉnh đổi thành Tử vi tỉnh, đứng đầu là Tử vi lệnh và chức vụ này được giao cho Diêu Sùng.
Năm 714, Minh Hoàng sai tướng quân Tiết Nộn công đánh Khiết Đan. Diêu Sùng hết lời can ngăn rằng không nên nhưng Minh Hoàng không nghe. Kết quả quân Đường thảm bại, chết đến 8,9 phần. Trong khi đó ở triều, Diêu Sùng cùng tể tướng Lư Hoài Thận tiếp tục ra sức loại bỏ ảnh hưởng của quý tộc lên chính sách cai trị mới. Lúc này, Diêu Sùng và Lư Hoài Thận là cùng giữ chức tể tướng, nhưng ông tỏ ra vượt trội hơn hẳn Hoài Thận. Năm 715, con trai Diêu Sùng mất, ông phải về nhà lo việc tang, nửa tháng không lên triều. Trong nửa tháng đó, Lư Hoài Thận không thể nào giải quyết được hết các công việc trong triều. Do vậy Lư Hoài Thận biết mình thua kém Diêu Sùng, nên thường để những chính vụ quan trọng cho ông giải quyết. Vì thế Diêu Sùng là tể tướng có quyền lực lớn nhất trong triều lúc đó. Cũng năm đó, ở Sơn Đông có nạn châu chấu gây hại cho mùa màng, Diêu Sùng chủ trương bắt và giết hết tất cả châu chấu đi. Minh Hoàng nghi ngờ kế sách này vì cho rằng khó có thể thi hành, nên chưa muốn làm. Diêu Sùng lại cực lực khuyên ngăn và giải thích phương pháp; thì Lư Hoài Thận lại cho rằng nếu giết quá nhiều châu chấu sẽ gây tổn hại đến âm dương ngũ hành. Diêu Sùng lại bảo châu chấu gây hại nặng cho sản xuất nông nghiệp nên cần phải giết hết, nếu thần linh có trách phạt thì ông sẽ lãnh hết. Cuối cùng Minh Hoàng chấp nhận thỉnh cầu này.
Sang năm 716, nạn châu chấu lại nổ ra ở Hà Nam, Diêu Sùng tiếp tục đề nghị tiêu diệt hết châu chấu. Thứ sử Biện châu Nghê Nhược Thủy không đồng tình và viện lý do rằng xưa kia vua Hán Triệu là Lưu Thông cũng diệt châu chấu theo cách như vậy và không thành công, nếu muốn diệt thiên họa thì phải đề cao thánh đức. Đáp lại, Diêu Sùng viết thư cho Nghê Nhược Thủy, bảo rằng
Lưu Thông chỉ là dung chủ, không đủ đức hạnh thì sao diệt trừ được nạn châu chấu. Hiện nay đương kim thiên tử anh minh thánh đức, thì lo gì không diệt được. Với lại xưa nay quan lại địa phương nếu có đạo đức thì nơi đó không bao giờ gặp nạn châu chấu. Nay ông bảo khuếch trương thánh đức mới hết được châu chấu, tức là tự nói mình không có đức sao?
Nghê Nhược Thủy không dám phản kháng nữa. Cùng năm đó, Lư Hoài Thận chết, Nguyên Can Diệu được bổ làm tể tướng phụ tá cho Diêu Sùng. Không lâu sao Diêu Sùng bị bệnh nặng, trong khi ông không có phủ đệ, phải an dưỡng ở chùa Võng Cực. Khi đó, Minh Hoàng rất quan tâm đến bệnh tình của ông, thường sai người đến thăm hỏi và có khi còn đến chùa hỏi ý kiến của ông về những việc lớn mà mình không giải quyết được. Đầu năm 717, theo đề nghị của Nguyên Can Diệu, Minh Hoàng cho đưa Diêu Sùng đến Tứ phương quán, nơi ở của sứ thần các nước, nhằm để ông ở gần cung điện hơn. Diêu Sùng ban đầu từ chối vì cho rằng nơi đó quá xa hoa, không thích hợp với mình nhưng cuối cùng bị Minh Hoàng thúc ép mãi nên ông phải chấp nhận. Trong khoảng thời gian Diêu Sùng bị bệnh về nguyên tắc thì chính sự do Nguyên Can Diệu giải quyết. Mỗi khi Can Diệu có tấu việc gì lên làm mình hài lòng, Minh Hoàng cũng nói Diêu Sùng có thể không hài lòng và nếu không hợp ý vua thì Minh Hoàng bảo Can Diệu đến hỏi Diêu Sùng.

## Sau khi về hưu
Diêu Sùng có ba người con là Diêu Dị, Diêu Di và Diêu Dịch; cả ba đều được phong chức quan to trong triều. Diêu Di và Diêu Dị thích giao du với nhiều người và nhận quà cáp của họ, nên hai người bị các đại thần trong triều và nhân sĩ xã hội phê bình, làm mất danh dự của Diêu Sùng. Đến năm 717, người cùng cánh với Diêu Sùng là Tử vi sử Triệu Hải nhận hối lộ của người Phiên, bị Minh Hoàng cho giam vào ngục và định xử tử. Diêu Sùng mặc dù thừa nhận tội trạng của Hải, nhưng cố sức kêu xin giảm tội chết khiến Minh Hoàng bực tức. Sau đó Minh Hoàng hạ lệnh xá thiên hạ, nhưng Triệu Hải cũng bị đánh 100 roi và bị đày đến Lĩnh Nam. Sau việc này, Minh Hoàng có ý chán Diêu Sùng; Diêu Sùng cũng bất lực, bèn xin từ chức và tiến cử Tống Cảnh lên thay mình. Minh Hoàng đồng ý, lấy ông là Khai phủ nghi đồng tam ti và bãi chức tể tướng.
Cũng năm đó, Minh Hoàng muốn đến Đông Đô Lạc Dương, bỗng thấy thái miếu bị mục nát, nên lo lắng rằng do thần linh trừng phạt mình. Khi Minh Hoàng hỏi ý của Diêu Sùng, ông trả lời việc thái miếu hư hại chỉ là do gỗ đã quá lâu năm và chỉ cần tu sửa lại. Minh Hoàng hài lòng, từ đó lại sủng tín Diêu Sùng, và hạ lệnh cho Diêu Sùng được phép năm ngày mới vào triều yết một lần. Năm 720, ông được phong làm Thái tử thái bảo nhưng lấy lý do bệnh nặng mà từ chối.
Năm 721, Diêu Sùng qua đời, hưởng thọ 72 tuổi, được truy tặng Dương châu đô đốc, thụy là Văn Hiến. Đến năm 729 được truy phong Thái tử thái bảo. Ông để lại di thư cho con cháu về việc không nên xây dựng quá nhiều đền thờ Phật để cầu phúc mà cốt yếu là nên chăm đọc kinh và làm nhiều việc thiện thì phúc ắt sẽ tới.

## Hậu duệ
Diêu Sùng có ba con Di, Dị, Dịch đều làm quan đến chức khanh, thứ sử. Tằng tôn của ông có Diêu Hợp là người tài, đỗ tiến sĩ cập đệ vào những năm Nguyên Hòa, cuối cùng được phong tới Bí thư giám; và một người nữa là Diêu Úc, làm quan đến chức Tả gián nghị đại phu và thứ sử hai châu Hồ, Thường, được tể tướng Lý Đức Dụ quý trọng.